# Enrico Bertaggia
Enrico Bertaggia, italijanski dirkač Formule 1, * 19. september 1964, Noale, Benetke, Italija.

## Življenjepis
V sezoni 1987 je osvojil prvenstvo Italijanske Formule 3. V svoji karieri Formule 1 je nastopil na šestih dirkah v sezoni 1989, toda na nobeni se mu ni uspelo kvalificirati na dirko.

## Popolni rezultati Formule 1
(legenda) (odebeljene dirke pomenijo najboljši štartni položaj, poševne pa najhitrejši krog, †-uvrščen kljub odstopu)
| Leto | Moštvo              | Šasija     | Motor       | 1       | 2       | 3   | 4   | 5   | 6   | 7   | 8   | 9   | 10  | 11       | 12       | 13       | 14       | 15       | 16       | Prv | Toč |
| ---- | ------------------- | ---------- | ----------- | ------- | ------- | --- | --- | --- | --- | --- | --- | --- | --- | -------- | -------- | -------- | -------- | -------- | -------- | --- | --- |
| 1989 | Coloni SpA          | Coloni C3  | Cosworth V8 | BRA     | SMR     | MON | MEH | ZDA | KAN | FRA | VB  | NEM | MAD | BEL DNPQ | ITA DNPQ | POR DNPQ | ŠPA DNPQ | JAP DNPQ | AVS DNPQ | -   | 0   |
| 1992 | Andrea Moda Formula | Coloni C4B | Judd V10    | JAR DNP |         |     |     |     |     |     |     |     |     |          |          |          |          |          |          | -   | 0   |
| 1992 | Andrea Moda Formula | Moda S921  | Judd V10    |         | MEH DNP | BRA | ŠPA | SMR | MON | KAN | FRA | VB  | NEM | MAD      | BEL      | ITA      | POR      | JAP      | AVS      | -   | 0   |